# Kōtarō Nakagawa
Pour les articles homonymes, voir Nakagawa (homonymie).
Kōtarō Nakagawa (中川 幸太郎, Nakagawa Kōtarō), né le 7 février 1969 est un compositeur et arrangeur japonais. Il est diplômé de l'école de musique de l'Université des arts de Tokyo.
Il est le fils du trompettiste Yoshihiro Nakagawa, le frère ainé du tromboniste Eijirō Nakagawa et le neveu du clarinettiste Takeshi Nakagawa et tromboniste Atsushi Nakagawa. Il est connu pour avoir composé la bande sonore de plusieurs séries d'anime, notamment Sunrise s-CRY-ed, Planetes, Gun Sword , CODE GEASS Lelouch of the Rebellion de Gorō Taniguchi.

## Compositions

### Anime
- Kiko-chan Smile (en) (1996)
- Geobreeders (1998, 2000)
- s-CRY-ed (2001)
- Planetes (2003)
- Transformers: Energon (uniquement l'arrangement de la chanson thème)
- Fushigiboshi no Futagohime (2005)
- Zoids Genesis (en) (2005)
- Gun X Sword (2005)
- CODE GEASS Lelouch of the Rebellion (2006)
- Dōbutsu no Mori (a.k.a. Animal Crossing) (2006) (Orchestra)
- Bamboo Blade(2007)
- Hayate the Combat Butler (2007)
- CODE GEASS Lelouch of the Rebellion R2 (2008)
- Zettai Karen Children (en) (2008)
- Cross Game (2009)
- 07-Ghost (2009)
- Major (2008~2010)
- Gosick (2011)
- Inu x Boku SS (2012)
- Devil Survivor 2: The Animation (2013)
- Shirogane no Ishi: Argevollen (2014)

### Tokusatsu
- Mirai Sentai Timeranger (2000) (insert song and theme song arrangement only)
- Hyakujuu Sentai Gaoranger (2001)
- Kamen Rider 555 (2003) (uniquement l'arrangement de la chanson thème)
- GoGo Sentai Boukenger (2006)
- Kamen Rider Decade (2009)
  - Kamen Rider Decade: All Riders vs. Dai-Shocker (en) (2009)
  - Kamen Rider × Kamen Rider W & Decade: Movie War 2010 (en) (2009)
- Kamen Rider W (2009)
  - Kamen Rider × Kamen Rider W & Decade: Movie War 2010 (en) (2009)
  - Kamen Rider W Forever: A to Z/The Gaia Memories of Fate (en) (2010)

### Drama
- Hi no Ryousen (1998)
- Onna Doushi (2000)
- Egao no Housoku (2003)
- Botan to Bara (2004)
- Fuyu no Rinbu (2005)

## Source de la traduction
- (en) Cet article est partiellement ou en totalité issu de l’article de Wikipédia en anglais intitulé « Kōtarō Nakagawa » (voir la liste des auteurs).
- Notices d'autorité :   - VIAF
  - ISNI
  - Espagne